# 池田正晴
池田 正晴（いけだ まさはる、1923年（大正12年）1月20日 - 2018年（平成30年）10月7日）は、昭和時代の政治家。新潟県新井市長。

## 経歴
新潟県出身。1945年（昭和20年）京都帝国大学理学部卒業。
新井市議会議員、矢代農協組合長を経て、1966年（昭和41年）新井市長に当選。5期務め、1986年（昭和61年）落選した。

## 栄典
- 2009年（平成21年）11月3日 - 旭日中綬章[3]
- 2018年（平成30年）11月2日 - 従四位[2][4]